# University of California Men's Octet
Fundado en 1948, los UC Men's Octet, a veces llamados los Cal Men's Octet o UC Berkeley Men's Octet, es un grupo musical de a cappella compuesto por ocho miembros todos varones de la universidad de California, Berkeley. Desde Billy Joel hasta Journey, el grupo toca un repertorio de varios géneros musicales, incluyendo Barbershop, doo-wop, pop y varios alternativos y una gran dosis de canciones de ánimo para los de Berkeley. El octeto ha grabado cerca una docena de álbumes y es bicampeón en el International Championship of Collegiate A Cappella (ICCA), ganaron la competición en 1998 y 2000.

Mientras el octeto actuaba regularmente en los alrededores del área de la bahía de San Francisco para un par de alumnos y público, el grupo hacia un tour alrededor del mundo incluyendo China, Australia, Europa, y buena parte del territorio estadounidense. También actuaban para los estudiantes de la universidad de California todos los miércoles del año a la 13:00 Sproul Plaza, Berkeley.
El grupo organiza una serie de conciertos anuales. "In the Fall", allí está el "West Coast A Capella Showcase" donde varios grupos de toda la nación son invitados a actuar en Berkeley. Los grupos principales del concierto fueron los antiguos campeones de ICCA, Brigham Young University's Noteworthy y Vocal Point también hubo grupos de Stanford, UCLA, USC, Mt. Sac Community College, y la universidad de Oregón. Los demás conciertos anuales del grupo incluían el "UC Men's Octet Spring Show" y en año nuevo "Unbuttoned Show"

## Álbumes

### Octopella
- Til There Was You
- Beauty's Only Skin Deep
- Blackbird
- The Lumberjack Song
- Not Pretty Enough
- Come Go With Me
- Let's Stay Together
- Liar Medley
- Share Your Love With Me
- With or Without You
- Perfidia
- Fight for California
- McDonald's Girl
- Baby Got Back
- Uptown Girl
- Please
- That Don't Impress Me Much
- Beyond the Sea
- Baby One More Time
- Because
- Them There Eyes
- I've Got Rhythm...

### Gold
- Eight's Company
- Teenager in Love
- Little Red Riding Hood
- Hair
- She's Got a Way
- Silhouettes
- Monday Monday (Don't Walk Away Renee)
- Pink Elephants on Parade
- Who Put the Bomp?
- Drift Away
- Sandy
- The Muppet Show
- Runaround Sue
- Maneater
- Vogue
- The Promise (Just a Little Respect)
- Dreams to Remember
- Stanfurd Jonah

### Eight Misbehavin’
- I Get Around
- When I’m Sixty-Four
- Ain’t Misbehavin’
- Cover Girl
- Misbehavin’
- Johnny B. Goode
- ’Til There Was You
- Blue Moon
- Help Me Rhonda
- Princess Papuli
- Misbehavin’ Again
- Formal Rush Dropout
- Perhaps Perhaps Perhaps
- Brandy
- All Hail Blue And Gold

### Octogen
- Long Train Running
- Lessons In Love
- Heal The Pain
- Under The Bridge
- Glowworm
- Tragedy
- Hurt So Bad
- Copacabana
- Reach Out (I’ll Be There)
- Cherish
- No Excuses
- Soma
- Fading Fast
- The Auctioneer
- Little Red Riding Hood
- King Of The Road
- Rhythm Of The Night
- Bye Bye Blues
- What’s Your Name

### We Eight Too Much
- Hodja
- Goody Two-Shoes
- Drift Away
- Elderly Woman Behind the Counter
- Monday Monday (Don't Walk Away Renee)
- Pretty Little Angel Eyes
- Under the Boardwalk
- Twenty-Six Miles
- Blue Moon
- At the Hop
- Fame
- Faith
- Danny Boy
- Please, Please Me
- Barbara Ann
- Put Your Head on My Shoulder
- Next Door to an Angel
- Runaround Sue
- Jingle Bells
- The First Noel
- Jean
- Lonesome Road

### All Sing Blue And Gold
- Big C
- Toast to California
- Sons of California
- Stanfurd Jonah
- The Cal Drinking Song
- Cal Victory Song
- Fight 'Em
- Hail to California
- California, We're for You
- Fight for California
- Oompa Loompa
- Cal Alumni Hymn
- The Golden Bear
- Stanfurd's Christmas
- Raise your Glass
- Palms of Victory
- Color Blue
- All Hail Blue and Gold

### Eight Is Enough
- Loves Me Like A Rock
- Istanbul
- There Must Be An Angel
- Moondance
- Rock Around The Clock
- Warm
- Mr. Grinch
- Please
- Shama Lama Ding Dong
- Flash Gordon
- Late In The Evening
- Oompa Loompa
- My Kind Of Woman
- Sandy
- Torna A Surriento
- Rainfall
- Bohemian Rhapsody
- Trilogy Of Cal Songs
- All Hail Blue And Gold
- Stanford Jonah
- Hail To California

### Takin’ The Joke Too Far
- Shama Lama Ding Dong
- Teenager In Love
- Istanbul
- King Of The Road
- Princess Papuli
- Johnny B. Goode
- The Things We Do For Love
- Silhouettes
- Blue Velvet
- Come And Go With Me
- Tired Of Your Sexy Ways
- Venus
- You Are My Destiny
- What’s Your Name
- Workin’ At The Car Wash Blues
- Sh-Boom
- Brandy
- Formal Rush Dropout
- My Kind Of Woman
- Blue Moon
- Oldies But Goodies
- Sea Of Love
- Let’s Hear It For The Octet!
- Gloria
- At The Hop
- Toast To California
- Cara Mia

### Better Eight Than Never
- King Of The Road
- Cara Mia
- Rock Around The Clock
- Under The Boardwalk
- Monday, Monday – Don’t Walk Away Renee
- Brandy
- Formal Rush Dropout
- Next Door To An Angel
- Little Red Riding Hood
- Bye Bye Blues
- Put Your Head On My Shoulder
- Glowworm
- Roller Derby Queen
- Star Spangled Banner
- The Play
- Big C
- Hail To California

### Around the World in Eight Days
- BBC Radio Merseyside
- Sha-Booom
- San Francisco
- Sounds of the City
- (You Sing and You're American)
- Silhouettes
- I'm Alone Because I Love You
- Stairway
- Shenandoah
- Cherish
- At the Hop
- Jean
- (Awfully Splendid)
- Johnny B. Goode
- Please
- (Absolutely Fantastic)
- In My Room
- Stanfurd Jonah
- Runaround Sue
- Hail to California

### Eight Times The Fun
- Introduction
- All Hail Blue and Gold
- Come and Go
- Danny Boy
- Johnny B. Goode
- Cal Song Trilogy
- Wimoweh (The Lion Sleeps Tonight)
- Glow Worm
- Blue Moon
- Stanfurd Jonah
- Aint Misbehavin'
- For the Longest Time
- O Joe
- Teenager in Love
- The Princess Papulli
- All I Have To Do Is Dream
- Runaround Sue
- Barbara Ann
- Hail to California
- Voice of America Telecast

### Octa-Brew
- Sha-Boom
- Please, Please Me
- Teddy Bear
- Bye-Bye Blues
- Fun, Fun, Fun
- Fat Bottom Girls
- Stanfurd Jonah
- Hail to California
- The Star Spangled Banner
- Glow Worm
- Barbara Ann
- One of Those Songs
- Sweet, Sweet Roses of Morn
- Yellow Bird
- The Whiffenpoof Song
- Mood Indigo
- The Princess Papulli
- ThE cAL DrANkiN' SoNG!

### The University of California Men’s Octet
- Ain’t Misbehavin’
- O Joe!
- Stairway To The Stars
- I Left My Heart In San Francisco
- The Sound Of The City
- Marry A Woman Uglier Than You
- Sloop John B.
- Okie From Muskogee
- I Get Around
- Loch Lomond
- Warm
- How Deep Is Your Love?
- Dixie
- Cal Song Medley
- Stanford Jonah
- The Princess Papuli

## Premios
- 1998. International Championship of Collegiate A Cappella (ICCA) Champions,

ICCA Results Records.
- 2000. International Championship of Collegiate A Cappella (ICCA) Champions,

.

## En medios de comunicación
Durante muchos años, UC Men's ha sido citado en varias publicaciones del área de la bahía de California como The Daily Review, San Jose Mercury News y Contra Costa Times. El octeto también ha aparecido en varias ocasiones en otros medios. Desde apariciones anuales en la emisora KFOG de San Francisco y San José hasta hacer presencia en las noticias del canal 10 de la NBC en Filadelfia, el octeto es conocido a lo largo de la nación. Incluso grabó un anuncio sobre el servicio público de sanidad con el departamento de salud de California titulado "Wash Your Hands" (Lava tus manos)  como parte de la campaña de  inmunizacion de Branch contra la gripe. El grupo también ha grabado un anuncio radiofónico para la marca de cerveza Coors para promover "The Pigskin Can".